# 科爾西夫
50°14′29″N 25°8′23″E / 50.24139°N 25.13972°E
科爾西夫（烏克蘭語：Корсів），是烏克蘭西部的村莊，隸屬利維夫州的佐洛奇夫區。該村始建於600年，面積1.53平方公里，海拔高度205米，2001年人口590，人口密度每平方公里385.62人。